# Hipòtesi dels antics astronautes

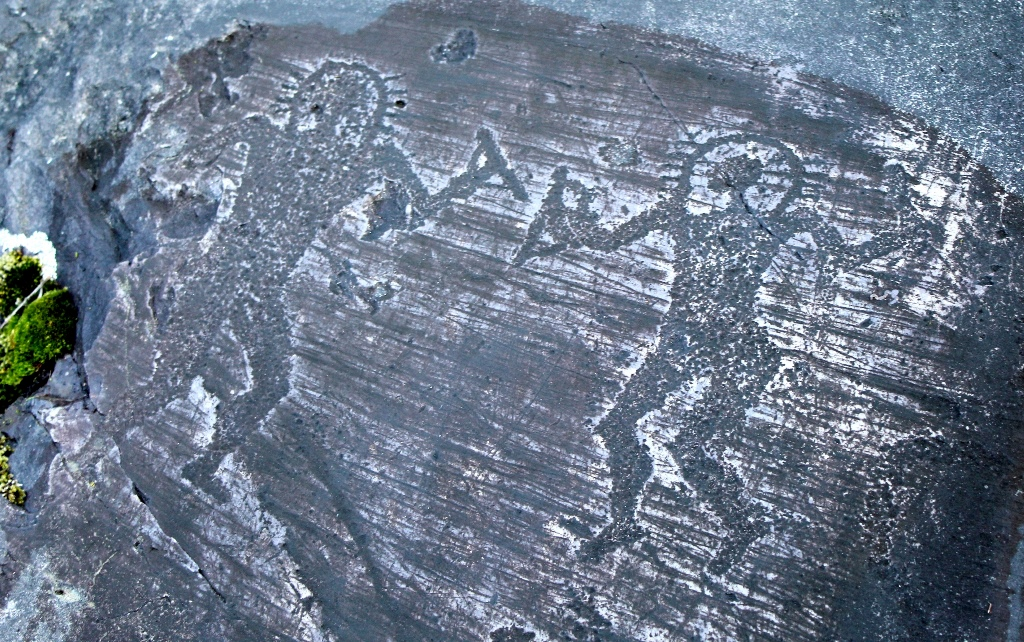
Pintures rupestres de la Val Camonica, c. 10.000 aC, que s'ha suggerit que podrien representar visitants extraterrestres.

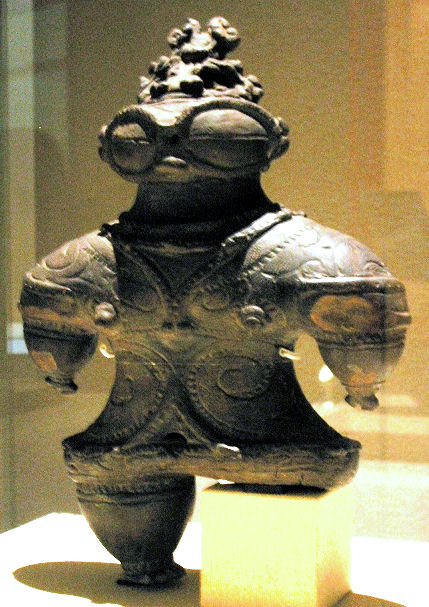
Un dogū (土偶) del període Jomon Final (1000-400 aC), Museu Nacional de Tòquio, Japó. Alguns ufòlegs han interpretat l'estatueta d'argila com un antic astronauta que va visitar la Terra a l'època del Japó antic; mostra detalls que s'ha suggerit que podrien ser una granota d'astronauta, una visera i un casc.

La hipòtesi dels antics astronautes o hipòtesi del paleocontacte és el conjunt d'idees, desenvolupades a partir de mitjans del segle xx, que suggereixen un contacte entre civilitzacions extraterrestres i les antigues civilitzacions humanes, com ara els sumeris, els egipcis i les civilitzacions precolombines. Aquest tipus de teories no són generalment acceptades a escala cientificoacadèmica, tret d'algunes excepcions (com ara l'astrònom i matemàtic Josef Allen Hynek), i s'insereixen sovint en l'ampli camp especulatiu de la polèmica astroarqueologia o paleoastronàutica considerades pseudociència.

## Orígens
Les teories sobre un suposat contacte entre les antigues civilitzacions humanes i éssers extraterrestres es van popularitzar a partir dels anys seixanta i sobretot als anys setanta, amb la publicació dels llibres d'Erich von Däniken i Peter Kolosimo i particularment del supervendes de Kolosimo Non è terrestre [No és terrestre] (1969) i Astronavi sulla preistoria [Astronaus a la prehistòria] (1972). Posteriorment reprendrien aquesta hipòtesi escriptors com Zecharia Sitchin i Edgar Cayce. Tanmateix, el substrat d'aquestes teories ja havia estat elaborat alguns anys enrere, immediatament després dels anys cinquanta, amb el naixement de la ufologia juntament amb els primers testimonis documentats d'albiraments d'ovnis. Aquest tema es va unir als arguments ja elaborats de Charles Fort sobre l'aparent incoherència cronològica d'alguns artefactes i al renovat interès popular dels anys seixanta per les antigues civilitzacions i les seves mitologies.

## Idees principals

Reproducció de la tapa del sarcòfag de Pakal (Temple de les Inscripcions, zona arqueològica de Palenque). Segons alguns, es tractaria de la representació d'una nau espacial.

Hi ha diverses idees i hipòtesis sobre el "paleocontacte":
- L'home seria el resultat d'una creació guiada o d'experiments genètics portats a terme per extraterrestres sobre els homínids (que fins a aquest punt s'haurien desenvolupat de manera natural sobre la Terra, d'acord amb les teories de Darwin i, per tant, sense cap contradicció aparent) amb la finalitat de fer-los evolucionar més ràpidament: així doncs, l'adaptació evolutiu i el neocreacionisme serien tots dos reals. L'argument principal per sostenir aquesta idea és el temps relativament breu esmerçat pels Homo sapiens (300.000 anys) per assolir un nivell evolutiu sense precedents en altres organismes que existeixen des de fa centenars de milions d'anys.
- L'home hauria tingut contacte amb éssers extraterrestres des de les èpoques més remotes. Aquests éssers serien les divinitats de les societats antigues i haurien estat representats en diverses pintures i obres d'art, tant en l'antigor (egipcis, maies, asteques, pobles de Mesopotàmia, romans) com a l'època medieval. Altres indicis estarien amagats en textos religiosos, com la Bíblia o el Ramayana, o en obres de caràcter històric. Algunes pintures renaixentistes o medievals, especialment de caràcter religiós, que representen Déu, el seu Fill i els àngels, mostrarien en el cel naus espacials, de vegades fins i tot, tripulades per àngels.
- L'existència d'ooparts, és a dir, d'"objectes fora de lloc", en tant que "fora del temps", que induirien a pensar que l'home i la seva tecnologia són molt més antics d'allò que afirma l'arqueologia oficial.[3]

## Bases

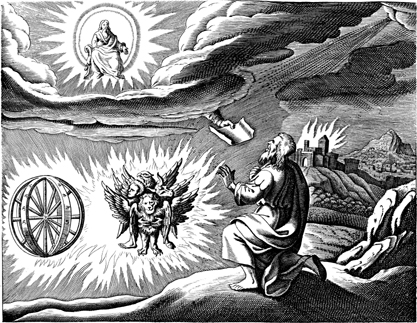
Gravat de 1670 que representa la visió del profeta Ezequiel, interpretada per alguns teòrics dels antics astronautes com un encontre amb éssers extraterrestres.

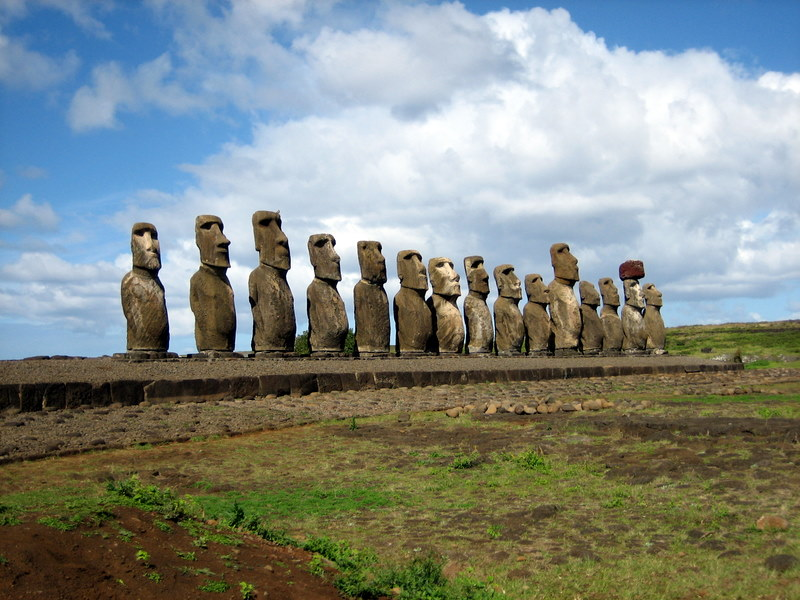
Ahu Tongariki, prop de Rano Raraku; alguns teòrics dels antics astronautes afirmen que aquestes estructures de pedra van ser construïdes per (o amb l'ajuda de) extraterrestres.

Segons els defensors de la hipòtesi, hi hauria nombrosos llocs amb antigues ruïnes i jaciments arqueològics que evidenciarien el contacte amb extraterrestres, alguns dels quals estarien construïts amb tanta habilitat que suggeririen l'ús de tecnologies no humanes. Els ufòlegs prenen com a proves indiciàries alguns famosos jaciments arqueològics (entre els quals Guiza, Baalbek, Yonaguni, les Línies de Nazca, els monolits de Stonehenge) i representacions, gravats i estatuetes (d'Amèrica del Sud i del Nord, illes del Pacífic i Austràlia), per sostenir les seves hipòtesis sobre un contacte entre poblacions humanes primitives i formes de vida extraterrestre, que haurien estat vistes com a "àngels", "esperits", "déus" o "semidéus" per aquestes poblacions.
D'altra banda, els teòrics dels antics astronautes interpreten literalment l'antiga literatura sumèria i els textos sagrats produïts per antigues civilitzacions del planeta, i assenyalen diversos fragments com a possibles informes d'un contacte a escala planetària. En especial se solen citar l'Epopeia de Gilgamesh i alguns llibres de la Bíblia, com el d'Ezequiel o el Gènesi.
Un exemple clàssic és el dels vimanes, màquines voladores que apareixen en l'antiga literatura índia, on es narren batalles aèries on es fa servir armament divers, fins i tot bombes, i s'inclouen informacions tècniques i procediments de vol sobre aquests aparells.
No obstant això, mai no s'ha trobat cap prova científica que demostri la hipòtesi dels antics astronautes i tots els elements aportats pels seus defensors troben una explicació científica sense necessitat de recórrer als extraterrestres.

## Crítiques
La comunitat cristiana creacionista és força crítica amb moltes de les idees sobre els antics astronautes. L'escriptor creacionista Clifford A. Wilson va publicar Crash Go the Chariots el 1972, on va intentar desacreditar totes les indicacions proporcionades en el llibre de von Däniken Chariots of the Gods [Carros dels déus].
Alan F. Alford, autor de Gods of the New Millennium [Déus del nou mil·lenni] (1996), és un exadherent de la hipòtesi dels antics astronautes. Gran part del seu treball es basa en les teories de Sitchin. Tanmateix, en l'actualitat troba fal·laç la hipòtesi de Sitchin, després d'una anàlisi més profunda, i afirma: "Tinc ara la ferma convicció que aquestes divinitats personificaven la caiguda del cel, és a dir, el descens dels déus era una representació poètica del mite del cataclisme, que forma part de les antigues religions de l'Orient Pròxim".
En un article del 2004 a la revista Skeptic, Jason Colavito sosté que von Däniken hauria plagiat molts dels conceptes del llibre Le matin des magiciens [El retorn dels bruixots], escrit per Louis Pawels en col·laboració amb Jacques Bergier, i que aquest llibre, al seu torn, va estar fortament influenciat pels Mites de Cthulhu, i per tant, que el nucli de la hipòtesi dels antics astronautes té l'origen en les narracions de H. P. Lovecraft The Call of Cthulhu [La crida de Cthulhu] i At the Mountains of Madness [A les muntanyes de la follia].